# 3 Feet High and Rising
3 Feet High and Rising é o álbum de estreia do grupo americano de hip-hop De La Soul, lançado em 1989.
O álbum marca a primeira das três parcerias com o produtor Prince Paul, e se tornaria o disco mais aclamado e mais vendido de ambos. É constantemente citado nas listas dos "maiores álbuns" por críticos musicais e publicações. Robert Christgau afirmou que "é um álbum de rap que nem você nem ninguém jamais ouviu."  Em 1998, o álbum foi selecionado como um dos 100 Melhores Álbuns de Rap pela revista The Source.
Tanto sucesso de crítica como também comercial, o álbum contem as mais conhecidas canções do grupo como "Me Myself and I", "Buddy" e "Eye Know". Em 23 de Outubro de 2001, o álbum foi relançado acompanhado de um disco extra com raridades, Lados-B e versões alternativas. O título do álbum foi inspirado em um verso da canção de Johnny Cash, "Five Feet High and Rising".

## A Música
As letras do álbum não são usuais para o seu tempo. Ao lado da exortação por paz e harmonia, muitas canções falam de assuntos diversos: ato sexual ("Jenifa Taught Me"), amor ("Eye Know") e insegurança quanto a própria aparência e a relação com a moda ("Can U Keep a Secret", "A Little Bit of Soap" e "Take It Off"). Com exceção de "Do As De La Does", há poucas letras com conteúdo mais pesado, em contraste com a maioria dos álbuns de hip-hop da época. Muitas letras são cheias e humor e nonsense, predecessoras em estilo de artistas como MF Doom e Busta Rhymes. Muitos ouvintes que comparavam o grupo aos hippies os criticavam pela inocência das letras, muitas relacionadas a questôes de complexos, como em "Tread Water", onde uma série de animais exortam o ouvinte a manter uma atitude positiva.
A primeira faixa, intitulada "Intro", é um skit dentro de um game show. Os competidores (personificados pelos membros do De La Soul junto com o produtor Prince Paul) devem responder perguntas feitas pelo apresentador (Al Watts), e suas tentativas em responder as questões aparecem em skits durante todo o álbum. A canção "Ghetto Thang" é uma das poucas não-positivas do álbum. Uma história triste de pobreza e outras questões sociais, embora o De La Soul seja de um subúrbio de classe média: Amityville, Nova Iorque em Long Island.

## Recepção e Influência
| Críticas profissionais | Críticas profissionais |
| Avaliações da crítica  | Avaliações da crítica  |
| Fonte                  | Avaliação              |
| ---------------------- | ---------------------- |
| allmusic               | [ 4 ]                  |
| BBC                    | (favorável)            |
| RapReviews.com         | (10/10)                |
| Robert Christgau       | (A-)                   |

Foi listado na revista Rolling Stone 200 Discos Essenciais de Rock e na lista da revista The Source 100 Melhores Álbuns de Rap. Village Voice listou o disco em número 1 na enquete anual Pazz & Jop de 1989.
- Na parada da Billboard, 3 Feet High and Rising atingiu #1 R&B/Hip hop e #24 no Top 200.
- "Um dos maiores discos já feitos" - NME
- "O Sgt. Pepper do hip hop" - Village Voice
- número 5 na lista 100 Álbuns do Século - Spex
- Top álbum de 1989 - revista The Face
  - Em #2 - Record Mirror
  - Em #4 - Sounds Magazine
  - Em #5 - Rolling Stone
  - Em #8 - Muziekkrant OOR
  - Em #10 - Melody Maker

## Faixas
1. "Intro" – 1:41
2. "The Magic Number" – 3:14
3. "Change in Speak" – 2:33
4. "Cool Breeze on the Rocks (Interlude)" – 0:46
5. "Can U Keep a Secret" – 1:38
6. "Jenifa Taught Me (Derwin's Revenge)" – 3:25
7. "Ghetto Thang" – 3:35
8. "Transmitting Live From Mars (Interlude)" – 1:06
9. "Eye Know" – 4:06
10. "Take It Off" – 1:53
11. "A Little Bit of Soap (Interlude)" – 0:47
12. "Tread Water" – 3:54
13. "Potholes in My Lawn" – 4:14
14. "Say No Go" – 4:20
15. "Do as De La Does (Interlude)" – 1:58
16. "Plug Tunin' (Last Chance to Comprehend)" – 4:13
17. "De La Orgee (Interlude)" – 1:11
18. "Buddy" (com Jungle Brothers e Q-Tip) – 4:56
19. "Description (Interlude)" – 1:24
20. "Me Myself and I" – 3:41
21. "This Is a Recording 4 Living in a Fulltime Era (L.I.F.E.)" – 3:16
22. "I Can Do Anything (Delacratic) (Outro)" – 0:40
23. "D.A.I.S.Y. Age" – 3:58
24. "Plug Tunin'" (Original 12" Version) – 3:41

### Disco Bônus
Quando a Tommy Boy Records relançou 3 Feet High and Rising em 23 de Outubro de 2001, a prensagem inicial incluía este CD bônus. Este CD contem lados-B, versões alternativas das faixas e skits que seriam incluídos em outros álbuns do De La Soul.
1. "Freedom of Speak (We Got Three Minutes)" – 2:59
2. "Strickly Dan Stuckie (Interlude)" – 0:42
3. "Jenifa (Taught Me)" (12" version) – 4:42
4. "Skip to My Loop (Interlude)" – 1:12
5. "Potholes in My Lawn" (12" version) – 3:46
6. "Me, Myself & I" (Oblapos Mode) – 3:31
7. "Ain't Hip to be Labeled a Hippie" – 1:50
8. "What's More (From the Soundtrack Hell on 1st Avenue) (Interlude)" – 2:05
9. "Brain Washed Follower" – 2:49
10. "Say No Go" (New Keys vocal) – 4:45
11. "The Mack Daddy on the Left" – 2:31
12. "Double Huey" – 3:52
13. "Ghetto Thang" (Ghetto Ximer) – 3:52
14. "Eye Know" (The Know It All mix) – 7:12

## Samples
A lista a seguir mostra as canções e sons sampleados para 3 Feet High and Rising.

### Álbum
- "The Magic Number"
  - Bill Cosby diálogo
  - "The Crunge" por Led Zeppelin
  - "Hit By a Car" por Eddie Murphy
  - "Different Strokes" por Syl Johnson
  - "Five Feet High and Rising" por Johnny Cash
  - "Lesson 3 (History of Hip Hop Mix)" por Double Dee e Steinski
  - Schoolhouse Rock canção "Three is the Magic Number" (por Bob Dorough)
  - "ABC" por Jackson Five
  - "Got To have soul!" do Putney Swope
  - "Is This the Future?" por Fatback Band
  - "Get It Girl" por 2 Live Crew
- "Change in Speak"
  - "Bra" por Cymande
  - James Brown canção desconhecida
  - "Mary, Mary" by The Monkees
  - "No Strings Attached" por The Mad Lads
- "Cool Breeze on the Rocks"
  - "Hit It Run" por Run-D.M.C.
  - "Rockin' It" por Fearless Four
  - "Lyte as a Rock" por MC Lyte
  - "Rock the Bells" por LL Cool J
  - "Crap Game" por Richard Pryor
  - "Rock the House" por The B-Boys
  - "The New Style" por Beastie Boys
  - "Rock with You" por Michael Jackson
  - "Shake You Down" por Gregory Abbott
  - "Body Rock" por Treacherous Three
  - "Solid as a Rock" por Ashford and Simpson
  - "Brooklyn Rocks the Best" por Cutmaster D.C.
  - "Bounce, Rock, Skate, Roll" por Mason, Vaughn & Crew
  - "Bang Zoom (Let's Go-Go)" por The Real Roxanne feat. Hitman Howie Tee
  - "High Powered Rap" por Disco Dave & the Force of the Five MC's (Crash Crew)
  - "Night of the Living Baseheads" & "Cold Lampin' With Flavor" por Public Enemy
- "Can U Keep a Secret?"
  - "Got to Get a Knutt" por New Birth
- "Jenifa Taught Me (Derwin's Revenge)"
  - "Think (About It)" por Lyn Collins
  - "Take the Money and Run" por Steve Miller Band
  - "Soupy" por Maggie Thrett
- "Ghetto Thang"
  - "Funky President" por James Brown
  - "Trans-Europe Express" por Kraftwerk
  - "Rock Creek Park" por The Blackbyrds
- "Transmitting Live from Mars"
  - "You Showed Me" por The Turtles
  - A-LM (Audio-Lingual Materials) French 7 Practice Record Set por Harcourt, Brace & World, Inc.
- "Eye Know"
  - "Peg" & "FM" por Steely Dan
  - "Remind Me" por Patrice Rushen
  - "Make This Young Lady Mine" por Mad Lads
  - "Sing a Simple Song" por Sly & the Family Stone
  - "(Sittin' On) The Dock of the Bay" by Otis Redding
- "Take It Off"
  - "God Made Me Funky" por The Headhunters
- "A Little Bit of Soap"
  - "A Little Bit of Soap" por The Jarmels
  - "Stand By Me" por Ben E. King
- "Tread Water"
  - "I Likes to Do It" por The People's Choice
- "Potholes In My Lawn"
  - "Cookies" por Brother Soul
  - "Little Old Country Boy" por Parliament
  - "Synthetic Substitution" por Melvin Bliss
  - "Magic Mountain" por Eric Burdon and War
- "Say No Go"
  - "That's the Joint" por Funky 4+1
  - "Crossword Puzzle" por Sly & the Family Stone
  - "You Got the Best of My Love" por The Emotions
  - "I Can't Go for That (No Can Do)" por Hall & Oates
  - "Baby Let Me Take You (In My Arms) por The Detroit Emeralds
  - "I'm Chief Kamanawanalea (We're the Royal Macadamia Nuts)" por The Turtles
- "De La Orgee"
  - "I'm Gonna Love You Just a Little Bit More, Babe" por Barry White
- "Plug Tunin' (Last Chance to Comprehend)"
  - "Intro" por Liberace
  - "Stiletto" por Billy Joel
  - "Midnight Theme" por Manzel
  - "Son of Shaft" por The Bar-Kays
  - "Written on the Wall" por The Invitations
- "Buddy"
  - "Hit or Miss" by Bo Diddley
  - "Girl, I Think the World About You" por The Commodores
- "Description"
  - "Poet" por Sly & the Family Stone
- "Me, Myself and I"
  - "The Show" por Doug E. Fresh
  - "Funky Worm" por Ohio Players
  - "(Not Just) Knee Deep" por Funkadelic
  - "Rapper Dapper Snapper" por Edwin Birdsong
- "This Is a Recording 4 Living in a Fulltime Era (L.I.F.E.)"
  - "Funk You Up" por The Sequence
  - "Got to Get a Knutt" por New Birth
  - "Feel the Heartbeat" por Treacherous Three
- "D.A.I.S.Y. Age"
  - "My World" por The Rascals
  - "Schoolboy Crush" por Average White Band

### Disco Bônus
- "Freedom of Speak (We Got Three Minutes)"
  - "Funky President" por James Brown
  - "Get on the Good Foot" por James Brown
- "Strictly Dan Shuckie"
  - "Schoolboy Crush" por The Average White Band
- "Skip to My Loop"
  - "13 (Death March)" por Wes Montgomery & Jimmy Smith
  - "Baby It's Cold Outside" por Wes Montgomery & Jimmy Smith
- "Ain't Hip to Be Labeled a Hippie"
  - "Hard Times" por Dr. Buzzard's Original Savannah Band
- "What's More"
  - "You Baby" por The Turtles
- "Brain-Washed Follower"
  - "Booty Butt" por Ray Charles
  - "Funky President" por James Brown
  - "So This Is Our Goodbye" por The Moments
  - "You Made a Believer (Out of Me)" por Ruby Andrews
- "The Mack Daddy on the Left"
  - "Hector" por the Village Callers

## Miscelânea
- Embora a ideia tenha sido rapidamente abandonada, o conceito original por trás do grupo era que Mase era um PA e Posdnuos e Dove eram os plugues de microfone, transmitindo mensagens de Marte. Esta é a origem dos apelidos de Posdnuos e Dove, Plug One e Plug Two, respectivamente.
- O grupo The Turtles processou o De La Soul e a Tommy Boy alegando sampling sem autorização (foi feito um loop da canção original, diminuíram a velocidade e foi tocada de trás para frente) de "You Showed Me" na faixa "Transmitting Live from Mars".
- O título 3 Feet High and Rising vem de uma canção de Johnny Cash chamada "Five Feet High and Rising" ("How high's the water, Mama?/It's three feet high and rising" - A água está quente, mamãe?/Está com três graus e subindo). Está canção foi sampleada no álbum. Alguns interpretaram o título como uma referência ao abuso de drogas; De La Soul não fez comentários sobre esta interpretação.
- Os membros do grupo dizem que a única coisa que mudariam em 3 Feet High and Rising é a capa, porque as cores muito fortes e luminosas não combinam com seus rostos em preto e branco.

## Créditos
- Jungle Brothers – artista
- De La Soul – arranjos, produtor assistente
- Prince Paul – arranjos, produtor, mixagem
- Q-Tip – artista
- Sue Fisher – engenheiro
- Trugoy the Dove – arranjos
- Bob Coulter – engenheiro
- Al Watts – mixagem
- Steven Miglio – layout

## Singles
- "Potholes in My Lawn"
  - Lançado: 1988
  - Lado B: "They Don't Know That the Soul Don't Go for That"
- "Plug Tunin'"
  - Lançado: 1988
  - Lado B: "Freedom of Speak"
- "Me Myself and I"
  - Lançado: 1989
  - RIAA: Ouro
  - Lado B: "Brain Washed Follower"
- "Buddy"
  - Lançado: 1989
  - Lado B: "Ghetto Thang"
- "Eye Know"
  - Lançado: 1989
  - Lado B: "The Mack Daddy on the Left"
- "Say No Go"
  - Lançado: 1989
  - Lado B: "The Mack Daddy on the Left"
- "The Magic Number"
  - Lançado: 1990
  - Lado B: "Buddy" (Native Tongue Decision version — edit)

## Singles nas paradas
| Data | Título                | Parada                             | Posição |
| ---- | --------------------- | ---------------------------------- | ------- |
| 1989 | "Me Myself and I"     | The Billboard Hot 100              | No. 34  |
| 1989 | "Me Myself and I"     | Hot Rap Singles                    | No. 1   |
| 1989 | "Potholes in My Lawn" | Hot Rap Singles                    | No. 22  |
| 1989 | "Say No Go"           | Hot Rap Singles                    | No. 11  |
| 1989 | "Me Myself and I"     | Hot R&B/Hip-Hop Singles & Tracks   | No. 1   |
| 1989 | "Say No Go"           | Hot R&B/Hip-Hop Singles & Tracks   | No. 32  |
| 1989 | "Me Myself and I"     | Hot Dance Music/Club Play          | No. 1   |
| 1989 | "Say No Go"           | Hot Dance Music/Club Play          | No. 3   |
| 1989 | "Me Myself and I"     | Hot Dance Music/Maxi-Singles Sales | No. 1   |
| 1989 | "Say No Go"           | Hot Dance Music/Maxi-Singles Sales | No. 13  |
| 1990 | "Buddy"               | Hot Rap Singles                    | No. 2   |
| 1990 | "Buddy"               | Hot R&B/Hip-Hop Singles & Tracks   | No. 18  |
| 1990 | "Buddy"               | Hot Dance Music/Club Play          | No. 27  |
| 1990 | "Buddy"               | Hot Dance Music/Maxi-Singles Sales | No. 11  |